# Kościół Narodzenia Najświętszej Maryi Panny w Dobrej
Kościół Narodzenia Najświętszej Maryi Panny w Dobrej – rzymskokatolicki kościół parafialny znajdujący się w mieście Dobra w województwie wielkopolskim, przy Placu Wojska Polskiego.

## Historia
Kościół został wybudowany w latach 1906–1912 w stylu neorenesansowym i poświęcony w 1913. Autorem projektu był architekt Tomasz Pajzderski. Podczas budowy świątyni odkryto w podziemiach szczątki konfederatów barskich, poległych w bitwie pod Dobrą 23 stycznia 1770 roku. W 1939 został ograbiony przez hitlerowców. W 1945 został poważnie zniszczony przez wybuch zgromadzonych w nim materiałów wybuchowych zdetonowanych przez Niemców. Po wojnie został odbudowany.

## Wyposażenie
W kościele pozostało dużo obrazów malowanych w XVIII wieku na deskach przedstawiających św. Rozalię, św. Barbarę, św. Katarzynę i anioła z Tobiaszem, które w 2007 roku zostały odrestaurowane i rzeźb (m.in. Chrystusa Zmartwychwstałego).